# Trosa kommunvapen

Månen i Trosa vapen är "bildad", vilket är en heraldisk term som betyder att den har anletsdrag.

Trosa kommunvapen fastställdes av Kunglig Majestät den 31 maj 1934 för dåvarande Trosa stad och går tillbaka på ett sigill från 1600-talet. Trosa var stad redan under medeltiden, men även om staden hade sitt eget sigill redan då så finns det inte bevarat. Båten beskrivs dock som sigillbild i ett privilegiebrev från 1611, i samband med att staden flyttade några kilometer närmare kusten. Den anses syfta på strömmingsfiske, eftersom staden fick privilegier att bedriva fiske i hela skärgården mellan Oxelösund och Södertälje. Månen ingår inte i beskrivningen men finns med redan i det första bevarade sigillet därefter, och fick därför finnas kvar när vapnet fastställdes.
När Trosa år 1974 uppgick i Nyköpings kommun kom vapnet ur bruk. När nya Trosa kommun skulle bildas 1992 registrerades det gamla stadsvapnet hos Patent- och registreringsverket redan året innan för den nya kommunen.

## Blasonering
Blasonering: I blått fält en roddbåt med två par åror av guld och däröver en bildad måne av silver.

## Vapen för tidigare kommuner inom den nuvarande kommunen
Vagnhärads landskommun fick den 16 december 1955 ett vapen fastställt av Kungl. Maj:t, med följande blasonering: I rött fält en halsring av guld och däröver en ginstam av guld, vari en uppskjutande, genomgående, svart bandflätning med mönster från ett gravklot, funnet i Vagnhärad. Vapnet upphörde när Vagnhärad vid årsskiftet 1973/1974 sammanlades med Nyköping. Det syftar på fornfynd från trakten. Att så direkt nämns i blasoneringen är emellertid egentligen inte heraldiskt helt korrekt, eftersom ett heraldiskt vapen aldrig skall avbilda ett specifikt föremål utan blasoneringen skall snarare beskriva en bild i ord.

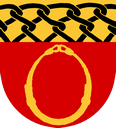
Vagnhärads landskommun (1955-1970) Vagnhärads kommun (1971-1973)